# Nišor
Nišor (cyr. Нишор) – wieś w Serbii, w okręgu pirockim, w mieście Pirot. W 2011 roku liczyła 89 mieszkańców.